# Changy (Saona i Loira)
Changy és un municipi francès, situat al departament de Saona i Loira i a la regió de Borgonya - Franc Comtat. L'any 2007 tenia 439 habitants.

## Demografia

### Població
El 2007 la població de fet de Changy era de 439 persones. Hi havia 180 famílies, de les quals 52 eren unipersonals (32 homes vivint sols i 20 dones vivint soles), 52 parelles sense fills, 60 parelles amb fills i 16 famílies monoparentals amb fills.
La població ha evolucionat segons el següent gràfic:
Habitants censats

### Habitatges
El 2007 hi havia 232 habitatges, 183 eren l'habitatge principal de la família, 33 eren segones residències i 16 estaven desocupats. 223 eren cases i 9 eren apartaments. Dels 183 habitatges principals, 153 estaven ocupats pels seus propietaris, 27 estaven llogats i ocupats pels llogaters i 3 estaven cedits a títol gratuït; 1 tenia una cambra, 4 en tenien dues, 28 en tenien tres, 46 en tenien quatre i 104 en tenien cinc o més. 143 habitatges disposaven pel capbaix d'una plaça de pàrquing. A 73 habitatges hi havia un automòbil i a 101 n'hi havia dos o més.

### Piràmide de població
La piràmide de població per edats i sexe el 2009 era:
| Homes | Edats   | Dones |
| ----- | ------- | ----- |
| 0     | 95 o +  | 0     |
| 0     | 90 a 94 | 4     |
| 4     | 85 a 89 | 0     |
| 8     | 80 a 84 | 4     |
| 8     | 75 a 79 | 8     |
| 12    | 70 a 74 | 16    |
| 8     | 65 a 69 | 16    |
| 12    | 60 a 64 | 8     |
| 12    | 55 a 59 | 8     |
| 20    | 50 a 54 | 20    |
| 16    | 45 a 49 | 12    |
| 16    | 40 a 44 | 24    |
| 12    | 35 a 39 | 8     |
| 12    | 30 a 34 | 12    |
| 8     | 25 a 29 | 8     |
| 16    | 20 a 24 | 8     |
| 24    | 15 a 19 | 16    |
| 16    | 10 a 14 | 4     |
| 4     | 5 a 9   | 4     |
| 16    | 0 a 4   | 8     |

## Economia
El 2007 la població en edat de treballar era de 290 persones, 218 eren actives i 72 eren inactives. De les 218 persones actives 212 estaven ocupades (118 homes i 94 dones) i 6 estaven aturades (3 homes i 3 dones). De les 72 persones inactives 34 estaven jubilades, 27 estaven estudiant i 11 estaven classificades com a «altres inactius».

### Ingressos
El 2009 a Changy hi havia 191 unitats fiscals que integraven 478 persones, la mediana anual d'ingressos fiscals per persona era de 19.189 €.

### Activitats econòmiques
Dels 22 establiments que hi havia el 2007, 3 eren d'empreses de fabricació d'altres productes industrials, 9 d'empreses de construcció, 3 d'empreses de comerç i reparació d'automòbils, 1 d'una empresa de transport, 2 d'empreses d'hostatgeria i restauració, 1 d'una empresa financera, 1 d'una empresa de serveis, 1 d'una entitat de l'administració pública i 1 d'una empresa classificada com a «altres activitats de serveis».
Dels 10 establiments de servei als particulars que hi havia el 2009, 1 era un taller de reparació d'automòbils i de material agrícola, 1 paleta, 1 guixaire pintor, 2 fusteries, 2 lampisteries, 2 electricistes i 1 restaurant.
L'únic establiment comercial que hi havia el 2009 era una floristeria.
L'any 2000 a Changy hi havia 32 explotacions agrícoles que ocupaven un total de 1.044 hectàrees.

## Poblacions més properes
El següent diagrama mostra les poblacions més properes.